# East End (Islas Caimán)
East End es una localidad de las Islas Caimán situada en la isla de Gran Caimán. 
Según estimación 2010 contaba con una población de 1.628 habitantes.